# Louis-Philippe Ladouceur
Pour les articles homonymes, voir Ladouceur.
(en) Statistiques sur pro-football-reference
Louis-Philippe « L.P. » Ladouceur (né le 13 mars 1981 à Montréal, dans la province de Québec au Canada) est un joueur professionnel canadienne de football américain.

## Biographie
Comme Jean-Philippe Darche, Louis-Philippe Ladouceur joue au football américain pour le collège Notre-Dame de Montréal. Il joue ensuite pour le Collège John Abbott avant de rejoindre la NCAA et les Golden Bears de la Californie de l'Université de Californie à Berkeley.
Il devient professionnel en 2005 et est signé en tant qu'agent libre non drafté par la franchise des Saints de La Nouvelle-Orléans le 27 avril mais est libéré deux jours plus tard.
Après le troisième match de la saison 2005 contre les 49ers de San Francisco, les Cowboys de Dallas décident de rester toute la semaine en Californie, afin de mieux préparer leur prochain match contre les Raiders d'Oakland.
En raison de problèmes rencontrés avec le rookie Jon Condo, les Cowboys décident de le remplacer et signent Ladouceur le 28 septembre. Pour son premier match NFL contre les Raiders, il effectue cinq bottés de dégagement (punt) et inscrits deux field goals. Il termine la saison avec un bilan de 70 punts, 25 field goals et 28 conversions de touchdown (point after touchdown).

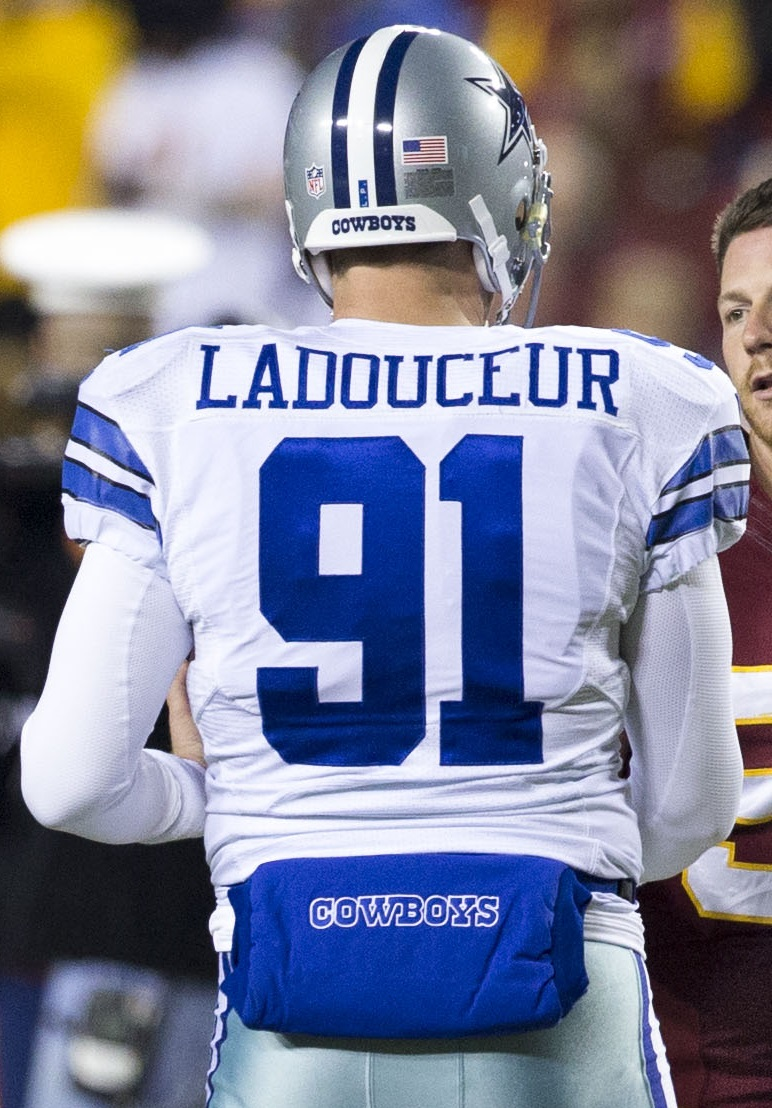

Le 14 février 2008, il signe une prolongation de contrat de cinq ans lequel est de nouveau prolongé pour cinq saisons le 28 février 2013. En 2014, il est sélectionné pour le Pro Bowl en tant que joueur des équipes spéciales.
Il est resigné par les Cowboys pour une saison en mars 2018, 2019 et 2020. Avec une carrière de 16 saisons, il partage avec le tight end Jason Witten le record du plus grand nombre de saisons jouées pour cette franchise. Le 13 décembre 2020, il devient le troisième joueur de l'histoire de la NFL à disputer 250 matchs consécutifs pour une seule équipe. Le 20 décembre, il dispute son 251e match en carrière dans la NFL, et devient le joueur canadien ayant joué le plus grand nombre de matchs NFL, dépassant le placekicker Eddie Murray. Pour cette performance, il est félicité par le Premier ministre canadien Justin Trudeau.
Le 15 mars 2021, les Cowboys annoncent qu'il ne prolongent pas Ladouceur lequel est remplacé par l'agent libre Jake McQuaide.

## Vie privée
Ladouceur se marie avec Brooke Worthington en avril 2012. Il devient citoyen américain en 2019 après avoir entamé la procédure en 2013.
Il décide de prendre sa retraite de la NFL en novembre 2021 mais ne rend sa décision publique qu'en février 2022.